# Zorzines prouti
Zorzines prouti là một loài bướm đêm trong họ Noctuidae.